# Nikołaj Mironow
Nikołaj Romanowicz Mironow (ros. Николай Романович Миронов, ur. 27 grudnia 1913 w Kamieńskiem, zm. 19 października 1964 pod Belgradem) – generał-major KGB, radziecki działacz partyjny.
W latach 1929–1931 uczył się w technikum w Dniepropetrowsku, od 1937 studiował na wydziale geologiczno-geograficznym uniwersytecie w tym mieście, po przerwie spowodowanej wojną ukończył studia 1946. V 1940 przyjęty do WKP(b). Oficer polityczny w stopniu majora (od 6 V 1943), X 1945 zdemobilizowany, kontynuował robotę partyjną. 1947-1949 I sekretarz październikowego rejonowego komitetu KP(b)U w Dniepropetrowsku, XII 1949 - 23 VIII 1951 I sekretarz Komitetu Obwodowego KP(b)U w Kirowohradzie, 23 VIII 1951 - 15 III 1953 zastępca naczelnika 3 Głównego Zarządu MGB ZSRR. Od 12 IX 1951 podpułkownik, od 28 XII 1951 pułkownik. 17 IV - 5 VIII 1953 zastępca szefa Samodzielnego Oddziału MWD ZSRR Kijowskiego Okręgu Wojskowego, 5 VIII 1953 - 26 III 1954 zastępca naczelnika III Departamentu MWD ZSRR, następnie po zmianie nazwy - KGB przy Radzie Ministrów ZSRR (do 20 I 1956). Generał-major KGB od 14 I 1956. Od 20 I 1956 13 VI 1959 szef Zarządu KGB obwodu leningradzkiego, następnie kierownik Oddziału Organów Administracyjnych KGB. Od 1961 członek Centralnej Komisji Rewizyjnej KPZR. Deputowany do Rady Najwyższej ZSRR. Zginął w katastrofie samolotu Ił-18 pod Belgradem, dokąd udawał się w składzie delegacji wojskowej ZSRR z okazji obchodów 20 rocznicy wyzwolenia Belgradu spod niemieckiej okupacji.

## Odznaczenia
- Order Lenina (26 grudnia 1963)
- Order Wojny Ojczyźnianej II klasy (3 kwietnia 1944)
- Order Czerwonego Sztandaru Pracy (21 czerwca 1957)
- Order Czerwonej Gwiazdy (15 czerwca 1946)
- Order „Znak Honoru” (28 stycznia 1948)
- Odznaka „Honorowy Funkcjonariusz Bezpieczeństwa Państwowego” (23 grudnia 1957)

I 6 medali.